# Sprzętowy moduł bezpieczeństwa

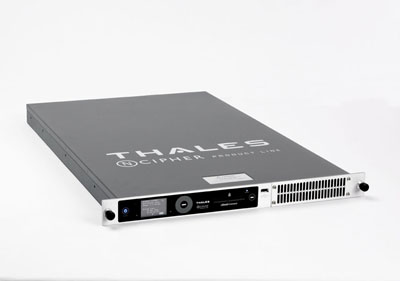
Nowoczesny moduł bezpieczeństwa wraz ze sprzętowym wspomaganiem kryptografii

Sprzętowy moduł bezpieczeństwa (ang. Hardware security module (HSM)) jest to urządzenie do przechowywania i zarządzania kluczami bezpieczeństwa do krytycznej autoryzacji i przetwarzania kryptograficznego. Taki moduł najczęściej jest dostarczony jako zewnętrzne urządzenie lub jest podłączone do płyty głównej. Niekiedy jest to też serwer wpięty do sieci.

## Użycie modułu
Sprzętowy moduł bezpieczeństwa może być użyty przez różne aplikacje. Zazwyczaj jest on wykorzystywany do przechowywania ważnych kluczy kryptograficznych, które są wykorzystywane do podpisywania dokumentów czy wydawania certyfikatów. Klucze te nie mogą opuścić modułu, gdyż jeżeli zostałyby ujawnione gdziekolwiek, to zagrażałoby to bezpieczeństwu.